# Cynoglossum timorense
Cynoglossum timorense är en strävbladig växtart som beskrevs av H. Riedl. Cynoglossum timorense ingår i släktet hundtungor, och familjen strävbladiga växter. Inga underarter finns listade i Catalogue of Life.